# Apolemia uvaria

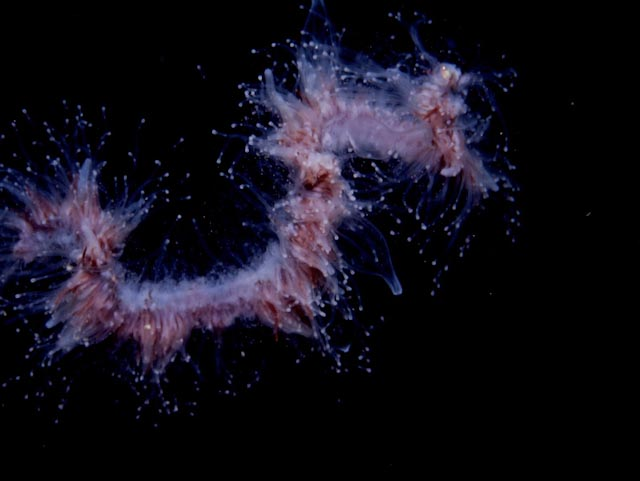

Apolemia uvaria hay còn biết đến với tên gọi là Sứa dây thép gai là loài sứa sống ở sâu dưới đáy biển. 

## Đặc điểm
Sứa dây thép gai dài khoảng 3m, đường kính 2–5 cm, sinh vật này còn sở hữu một chuỗi xúc tu màu hồng, trắng co cụm lại với nhau. Khi bị quấy rầy, chúng trở nên cáu kỉnh bằng cách đổi màu sang thành xanh lá cây hoặc xanh xám. Toàn bộ xúc tu được giấu ở phần phía trước của bụng và sẽ bung ra khi nhắm được con mồi. Khi phát hiện động vật giáp xác hay cá nhỏ, những xúc tu này phát sáng và thay đổi màu liên tục nhằm thu hút đối phương. Ngay khi con mồi vào tầm ngắm, những xúc tu sẽ bật tung, đồng thời tiêm một chất vào cơ thể khiến con mồi tê liệt.